# Gamarra
Gamarra è un comune della Colombia facente parte del dipartimento di Cesar.
Il centro abitato venne fondato da Lorenzo Fernández de Rojas nel 1878, mentre l'istituzione del comune è del 14 maggio 1929.